# Edgars Gruzītis
Edgars Gruzītis, né le 14 mars 1912 et mort le 19 mai 1950, est un fondeur et coureur letton du combiné nordique.

## Biographie
En 1936, il participe aux Jeux olympiques en ski de fond (relais) et en combiné nordique. En ski de fond, il se classe 13e dans le relais 4 × 10 km avec Herberts Dāboliņš (pl), Pauls Kaņeps (pl) et Alberts Riekstiņš (pl). En combiné nordique, il se classe 43e du ski de fond en 1 h 35 min 22 s soit à près de 20 minutes du premier Oddbjorn Hagen. Dans le concours de saut, il se classe également 43e ce qui lui permet de se classer finalement 42e. Il est le seul letton à avoir participé à une épreuve de combiné nordique aux jeux olympiques. 
Il a remporté en 1935 et 1936 le championnat de Lettonie de combiné nordique. Il a été diplômé de l'Université de Lettonie.

## Résultats

### Jeux olympiques d'hiver
| Épreuve / Édition              | Garmisch Partenkirchen 1936 |
| Combiné nordique               | 42e                         |
| Ski de fond - Relais 4 × 10 km | 13e                         |

### Autres compétitions
Il a remporté en 1935 et 1936 le championnat de Lettonie de combiné nordique.